# Sultanato de Cirebon
El Sultanato de Cirebon (en indonesio: Kesultanan Cirebon, Pegon : كسلطانن چيربون, Sundanes) fue un sultanato islámico en Java Occidental fundado en el siglo XV. Se dice que fue fundada por Sunan Gunungjati, como lo señala su carta proclamando la independencia de Cirebon de Pajajaran en 1482, aunque el asentamiento y la entidad política se habían establecido antes, en 1445. Sunan Gunungjati también estableció el Sultanato de Bantén. Fue uno de los primeros estados islámicos establecidos en Java, junto con el Sultanato de Demak.
La capital del sultanato se encontraba alrededor de la actual ciudad de Cirebon, en la costa norte de Java. A lo largo de los siglos XVI y XVII, el sultanato prosperó y se convirtió en un importante centro regional de comercio, así como en un destacado centro de aprendizaje islámico. El sultanato se dividió en tres casas reales en 1677, y una cuarta en 1807, cada una con sus propias líneas de descendencia y kratons ; Kraton Kasepuhan, Kraton Kanoman, Kraton Kacirebonan y Kraton Kaprabonan. Permanecen hoy realizando deberes ceremoniales.

## Etimología

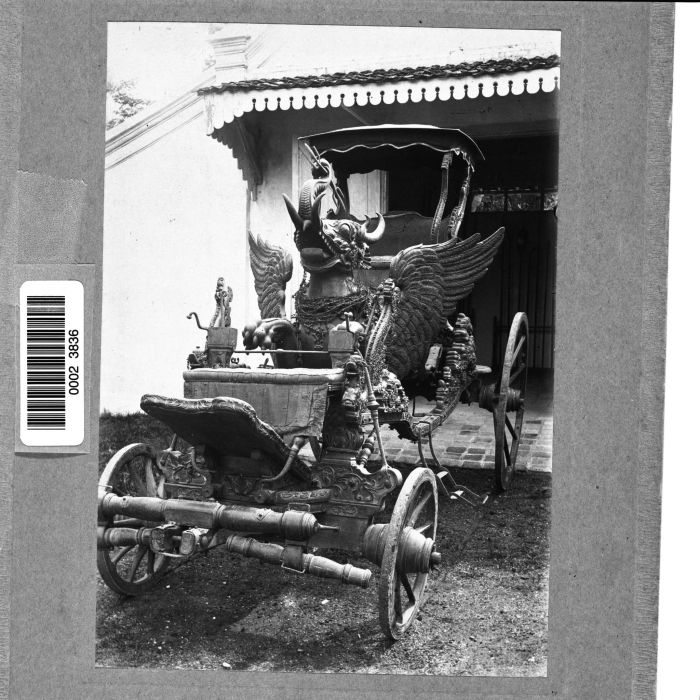

Hay varias sugerencias sobre el origen del nombre "Cirebon". Según Sulendraningrat, que lo basó en la escritura Babad Tanah Sunda, y Atja, que lo basó en la escritura Carita Purwaka Caruban Nagari, Cirebon fue al principio una pequeña aldea construida por Ki Gedeng Tapa, que eventualmente se convirtió en un bullicioso puerto. pueblo llamado Caruban (en sondanés significa "mezcla"), porque la ciudad portuaria era un crisol poblado por inmigrantes de diversos grupos étnicos, religiones, idiomas, costumbres y medios de vida.
Otra teoría sugiere que el nombre de la ciudad se deriva de rebon, la palabra sundanesa para los pequeños camarones que viven en la zona. Inicialmente, un medio de vida común en el asentamiento era pescar y recolectar rebon a lo largo de la costa, haciendo pasta de camarones o petis udang con él. El término para el agua utilizada en la fabricación de pasta de camarones (belendrang) es cai rebon (en sundanés significa "agua de rebon"), que más tarde dio su nombre a la ciudad como Cirebon.

## Historia
La mayor parte de la historia del Sultanato de Cirebon proviene de una crónica javanesa conocida como Babad. Varias crónicas notables que se centraron en la historia de Cirebon son Carita Purwaka Caruban Nagari y Babad Cerbon . Fuentes extranjeras también mencionaron a Cirebon, como la Suma Oriental de Tomé Pires, escrita en 1512-1515. El último período del sultanato está documentado en fuentes coloniales de las Indias Orientales Holandesas. Además de registrar su propia historia, una de las casas reales de Cirebon, especialmente Keraton Keprabonan liderada por los príncipes Wangsakerta, también registró e investigó activamente la historia de Java mediante la recopilación de manuscritos antiguos.

### Formación
La aldea de Muara Jati estaba en la zona costera alrededor del puerto de Cirebon y era parte del Reino de la Sonda, como consta en los registros de viaje del Príncipe Bujangga Manik, un ermitaño hindú sundanés que visitó varios sitios hindúes en Java y Bali a finales de Siglo XV o principios del XVI. La frontera del Reino de Sunda al oeste es el estrecho de Sunda y al este está el río Cipamali (actual kali Brebes) y el río Cisarayu en Java Central. Durante este tiempo, Muara Jati estaba ubicada a unos 14 kilómetros al norte de la actual Cirebon. La transformación de un pequeño pueblo pesquero costero hindú en un próspero puerto musulmán comenzó con el gobierno de Ki Ageng Tapa.

#### Ki Ageng Tapa
Ki Ageng Tapa (también conocido como Ki Ageng Jumajan Jati) era un rico comerciante que vivía en el pueblo de Muara Jati. Fue nombrado capitán del puerto del pueblo pesquero de Muara Jati por el rey de la Sonda en Kawali, Galuh, ubicado más hacia el interior al sur de Muara Jati. La próspera ciudad portuaria atrajo a comerciantes musulmanes. Se dice que Ki Gedeng Tapa y su hija, Nyai Subang Larang, se convirtieron al Islam. Su hija estudió en Quro pesantren (escuela islámica) en el área de Karawang.
La región de Java Occidental, incluida Muara Jati, pertenecía al Reino de la Sonda, con su capital en Pakuan Pajajaran. El rey de la Sonda Prabu Jayadewata o Sri Baduga Maharaja, conocido popularmente como rey Siliwangi, estaba casado con Nyai Subang Larang y tenía tres hijos; El príncipe Walangsungsang nació en 1423, la princesa Rara Santang (Syarifah Mudaim) nació en 1426 y el príncipe Kian Santang (Raden Sangara) nació en 1428.
Aunque el príncipe Walangsungsang era el primogénito del rey, no se ganó el derecho de príncipe heredero de Pakuan Pajajaran porque su madre, Nyai Subang Larang, no era la prameswari (reina consorte). Otra razón probablemente fue su conversión al Islam, probablemente influenciada por su madre, Subang Larang, que era musulmana. La religión del estado era Sunda Wiwitan (religión ancestral sundanesa), hinduismo y budismo. Fue su medio hermano, el hijo del rey Siliwangi de su tercera esposa, Nyai Cantring Manikmayang, quien fue elegido príncipe heredero y quien más tarde ascendió al trono como rey Surawisesa.
En 1442, el príncipe Walangsungsang se casó con Nyai Endang Geulis, hija de Ki Gedheng Danu Warsih de la ermita Gunung Mara Api. Walangsungsang, con su hermana Rara Santang, recorrió varias ermitas para estudiar espiritismo. En Gunung Amparan Jati conocieron a un ulema, el jeque Datuk Kahfi de Persia. Walangsungsang, Rara Santang y Endang Geulis aprendieron el Islam de él. El jeque pidió al príncipe que abriera un nuevo asentamiento en la zona sureste de Gunung Jati (hoy zona de Lemahwungkuk). Walangsungsang contó con la ayuda de Ki Gedheng Danusela, el hermano menor de Ki Gedheng Danu Warsih. El nuevo asentamiento se llamó Dukuh Alang-alang. Al talar los bosques, estableció un nuevo asentamiento el 8 de abril de 1445.

#### Ki Gedeng Alang-Alang (reinado 1445-1447)
La gente de este nuevo asentamiento eligió a Danusela como su nuevo kuwu (jefe de la aldea), más tarde conocido como Ki Gedeng Alang-alang. Nombró a Raden Walangsungsang como su adjunto, titulado Pangraksabumi. Sin embargo, Ki Gedeng Alang-alang murió dos años después, en 1447.

#### Príncipe Cakrabuana (reinado 1447-1479)
Después de la muerte de Ki Gedeng Alang-Alang en 1447, Walangsungsang fue nombrado gobernante de la ciudad, estableció una corte y asumió un nuevo título como Príncipe Cakrabuana. La aldea portuaria costera atrajo a colonos tanto del extranjero como del interior y formó una próspera aldea rebautizada como Caruban, que significa "mezcla" en Sundanés para describir las composiciones de sus colonos. Dos años después de su creación, un registro que data de 1447 mostraba que los pobladores de Caruban en ese momento eran 346 personas (182 hombres y 164 mujeres), compuestos de diversos orígenes étnicos; 196 colonos sundaneses, 106 javaneses, 16 de Sumatra, 4 malacos, 2 indios, 2 persas, 3 siameses, 11 árabes y 6 colonos chinos.

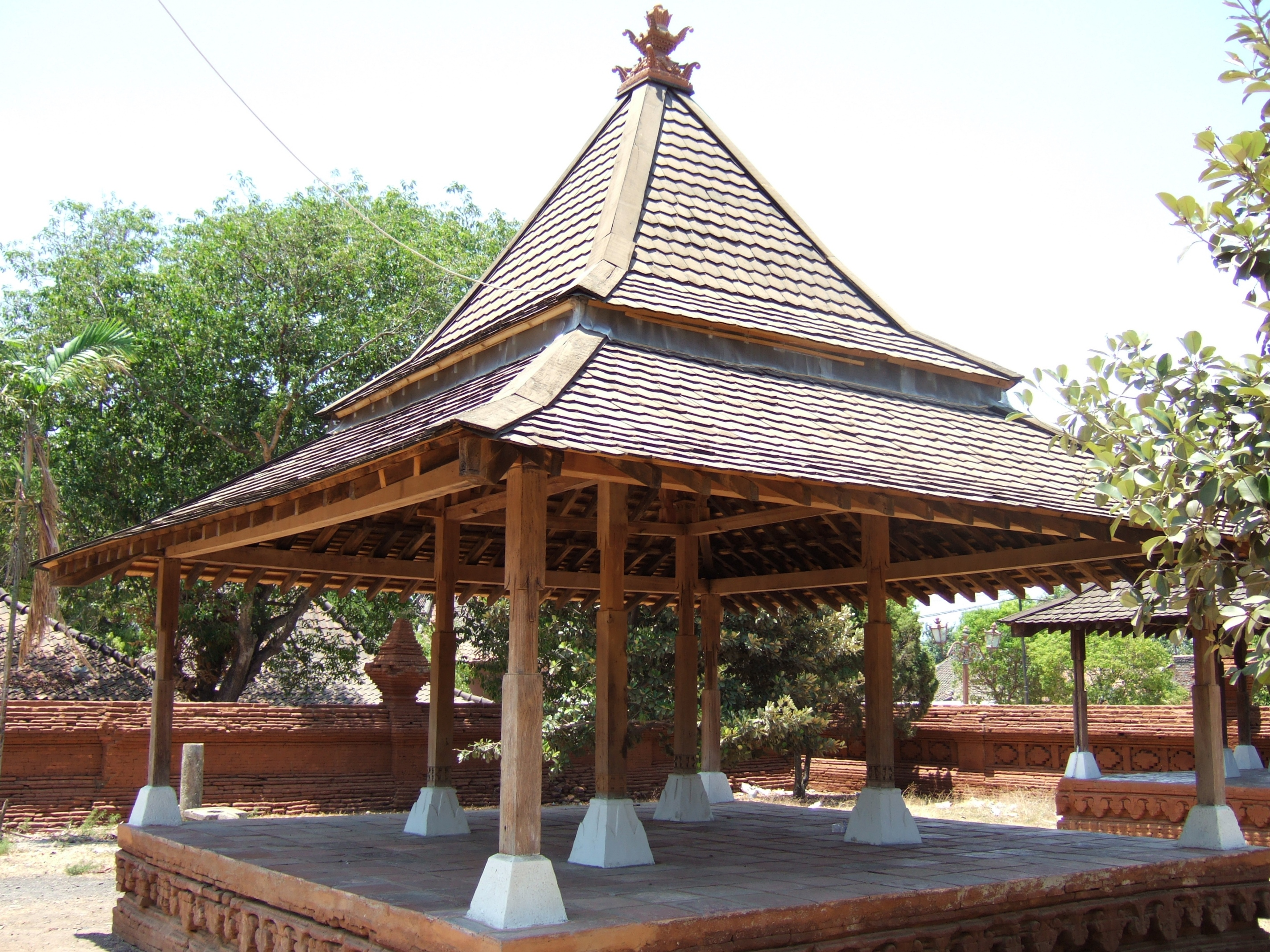
Un pabellón de pendopo en Kraton Kasepuhan, Cirebon.

Después de realizar el hajj, el príncipe Cakrabuana cambió su nombre a Haji Abdullah Iman. Construyó una cabaña con techo de paja y un pabellón tajug llamado Jalagrahan y lo amplió con el nombre de Palacio Pakungwati. Hoy en día hay pendopos (pabellones) ubicados frente al Palacio Kasepuhan, estableciendo su corte en Cirebon, convirtiéndolo en el fundador de Cirebon. Después de la muerte del abuelo de Cakrabuana, Ki Gedeng Tapa (Ki Gedeng Jumajan Jati), Cakrabuana recibió una herencia; el asentamiento de Singapura ubicado al norte de Caruban se fusionó e incorporó al reino de Caruban. La fortuna de la herencia se utilizó para ampliar el Palacio Pakungwati. Su padre, el rey Siliwangi, envió a su enviado Tumenggung Jagabaya y Raja Sengara (el hermano menor de Cakrabuana) para otorgarle al príncipe Carkrabuana el título de Tumenggung Sri Mangana. Cirebon se convirtió en un puerto próspero y Cakrabuana envió tributo a la corte principal de Sunda Pajajaran.
El período inicial del Sultanato de Cirebon se identificó comúnmente como el período Pakungwati, que se refiere al Palacio Pakungwati, un complejo de estilo javanés que consta de una serie de pendopos (pabellones) encerrados entre paredes de ladrillo rojo y puertas en el estilo arquitectónico típico de Majapahit . El complejo de Pakungwati está ubicado al norte de Keraton Kasepuhan y hoy está incorporado al complejo de Kasepuhan. Durante el período Pakungwati, el Sultanato de Cirebon era un reino unificado bajo un solo monarca. Fue el primer rey de Cirebon, gobernó desde su palacio de Pakungwati y difundió activamente el Islam entre la gente de Cirebon y Java Occidental.
Mientras tanto, Rara Santang durante su peregrinación hajj conoció a Sharif Abdullah de Egipto y se casó. Cambió su nombre a Syarifah Mudaim y en 1448 tuvo un hijo, Sharif Hidayatullah. En 1470, Syarif Hidayatullah viajó al extranjero para estudiar en La Meca, Bagdad, Champa y Samudra Pasai. Más tarde regresó a Java. Aprendió de Sunan Ampel en Java Oriental, sirvió en la corte de Demak y luego regresó a Cirebon. Le pidió a su tío, Tumenggung Sri Mangana (Cakrabuana), que estableciera una escuela islámica en Caruban o Carbon.

### Crecimiento

#### Sunan Gunung Jati (1479-1568)
Después de su dimisión en 1479, Cakrabuana fue sucedido por su sobrino, Sharif Hidayatullah (1448-1568), hijo de Nyai Rara Santang y Sharif Abdullah de Egipto. Se casó con su prima, Nyi Mas Pakungwati, hija de Cakrabuana y Nyai Mas Endang Geulis. Se le conoce popularmente con su nombre póstumo, Sunan Gunung Jati; ascendió al trono como Sultán Carbon I y residió en Keraton Pakungwati.
En 1482, Sharif Hidayatullah envió una carta a su abuelo, el rey Siliwangi, afirmando que Cirebon se negó a pagar tributo a Pajajaran. Cakrabuana siempre había rendido tributo a Pajajaran para reconocer el señorío de la Sonda sobre Cirebon. Al hacer esto, Cirebon se proclamó como un estado soberano e independiente. La proclamación de independencia de Cirebon estuvo marcada con Chandrasengkala (cronograma) Dwa Dasi Sukla Pakca Cetra Masa Sahasra Patangatus Papat Ikang Sakakala, que corresponde al 2 de abril de 1482. Hoy, el día está marcado por el aniversario de Cirebon Regency.

En 1515, Cirebon se estableció como estado islámico. En la Suma Oriental, escrita en 1512-1515, Tomé Pires, un explorador portugués, informó:
Primero el rey de Çumda (Sunda) con su gran ciudad de Dayo, la ciudad, las tierras y el puerto de Bantam, el puerto de Pomdam (Pontang), el puerto de Cheguide (Cigede), el puerto de Tamgaram (Tangerang), el puerto de Calapa (Kelapa), y el puerto de Chemano (Chi Manuk o Cimanuk), este es Sunda, porque el río de Chi Manuk es el límite de ambos reinos.

 Ahora llega Java y debemos hablar de los reyes del interior. La tierra de Cheroboam (Cherimon), la tierra de Japura, la tierra de Locarj (Losari), la tierra de Tateguall (Tegal), la tierra de Camaram (Semarang), la tierra de Demaa (Demak), Tidumar (Tidunan), la tierra de Japara (Jepara), la tierra de Ramee (Rembang), la tierra de Tobam (Tuban), la tierra de Cedayo (Sedayu), la tierra de Agasij (Grisee o Gresik), la tierra de Curubaya (Surabaya), la tierra de Gamda, la tierra de Blambangan, la tierra de Pajarucam (Pajarakan), la tierra de Camtã, la tierra de Panarunca (Panarukan), la tierra de Chamdy, y cuando termine hablaremos de la gran isla de Madura.
Según el informe, Cirebon fue identificado como Cheroboam o Cherimon . En 1515, Cirebon ya no estaba bajo la autoridad del Reino hindú de la Sonda, sino que se identificaba como el puerto de la costa norte de Java. Se refería a Cirebon como un estado musulmán establecido, al igual que los de Demak y Gresik.
Después de que se conoció la noticia de la alianza entre Portugal y la Sonda en 1522, Gunungjati pidió al sultanato de Demak que enviara tropas a Banten. Probablemente fue su hijo, Hasanudin, quien comandó esta operación militar en 1527, justo cuando la flota portuguesa llegaba a la costa de Sunda Kelapa, para capturar estas ciudades.
Gunungjati hizo que Hasanudin fuera nombrado rey de Banten por el sultán de Demak quien, a su vez, le ofreció a Hasanudin la mano de su hermana en matrimonio. Así se creó una nueva dinastía y un nuevo reino. Banten se convirtió en la capital de este reino y se mantuvo como provincia bajo el Sultanato de Cirebon.
Bajo Gunungjati, el Sultanato de Cirebon disfrutó de un rápido crecimiento y se convirtió en un reino prominente en la región. La próspera ciudad portuaria costera se convirtió en el centro del comercio, así como en un centro de aprendizaje y difusión islámicos. La ciudad portuaria atrajo a comerciantes de Arabia a China. Se cree que Gunungjati es el fundador de la dinastía que gobernó tanto el Sultanato de Cirebon como Banten. También se le atribuye el mérito de ser el proselitista del Islam en Java Occidental. Los ulamas de su corte y mezquita difundieron el Islam al interior de Majalengka, Kuningan, Kawali (Galuh), así como a los puertos costeros vecinos de Sunda Kelapa y Banten.
Un gran número de comerciantes extranjeros vinieron a establecer relaciones comerciales con Cirebon. La dinastía Ming china en particular, estableció relaciones más estrechas con la visita de Ma Huan. Los lazos entre China y Cirebon se estrecharon mucho cuando Gunungjati tomó las manos de la princesa Ong Tien, la hija del emperador chino, en matrimonio durante su visita a China. Con este matrimonio dinástico, el emperador chino deseaba establecer relaciones estrechas y una alianza estratégica con Cirebon. Fue ventajoso para el interés chino en la región, así como para el interés económico de Cirebon, ya que la ciudad dio la bienvenida a comerciantes y empresas chinos. Después de casarse con Gunungjati, la princesa Ong Tien cambió su nombre a Nyi Rara Semanding. El emperador de China le trajo algunos tesoros a su hija. La mayoría de las reliquias que Ong Tien trajo de China todavía existen y se almacenan en los museos de las casas reales de Cirebon. Las estrechas relaciones entre China y Cirebon convirtieron a Cirebon en un destino popular para los inmigrantes chinos en los años siguientes, ya que planeaban buscar una vida mejor en Indonesia, donde establecieron la comunidad china indonesia. Cirebon Pecinan (Chinatown) se encuentra entre los asentamientos chinos más antiguos de Java. Se pueden ver influencias chinas en la cultura de Cirebon, sobre todo el patrón megamendung batik de Cirebon que se asemeja a las imágenes de nubes chinas.
En su vejez, Gunungjati estaba más interesado en los esfuerzos de dawah, propagando la fe islámica a las áreas circundantes como ulama. Preparó a su segundo hijo, el príncipe Dipati Carbon, para que fuera su sucesor. Sin embargo, el príncipe murió joven en 1565 y fue conocido póstumamente como Príncipe Pasarean. Tres años después, el rey murió y fue enterrado en el cementerio de Gunung Sembung, 5 km al norte del centro de la ciudad de Cirebon. Desde entonces se le conoce popularmente por su nombre póstumo, Sunan Gunung Jati.

#### Fatalillas (1568-1570)
Tras la muerte de Gunungjati, el trono quedó vacante ya que no había ningún descendiente suyo considerado digno para la tarea en ese momento. El general Fatahillah, también conocido como Fadilah Khan, asumió el trono. Era el oficial de confianza del difunto Sunan y a menudo asumía el papel administrativo cuando Gunungjati salía a realizar dawah. El gobierno de Fatahillah se consideró un interludio que sólo duró dos años, ya que murió en 1570. Fue enterrado junto a la tumba de Gunungjati en el edificio Astana Gunung Sembung Jinem.

#### Panembahan Ratu (1570-1649)
Después de la muerte de Fatahillah, no había otro candidato apropiado para rey. El trono recayó en el bisnieto de Gunungjati, Pangeran Mas, hijo del difunto príncipe Suwarga, nieto de Gunungjati. Pangeran Mas ostentaba entonces el título de Panembahan Ratu I y gobernó durante más de 79 años. Durante su gobierno, prestó más atención al fortalecimiento de los asuntos religiosos y a la difusión del Islam. Como centro de aprendizaje islámico en la región, la influencia de Cirebon penetró tierra adentro e influyó en el recientemente establecido Sultanato de Mataram en el sur de Java Central. Sin embargo, dado que el rey estaba más interesado en convertirse en ulama, Cirebon no logró reclutar a Mataram en su esfera de poder, y Mataram se volvió más poderoso desde entonces.
En el siglo XVII, Mataram se convirtió en una potencia regional bajo el reinado del sultán Agung. Alrededor de 1617, Agung lanzó su campaña hacia el oeste dirigida contra los asentamientos holandeses en Batavia y reunió sus enormes tropas cerca de la frontera de Cirebon. Agung instó al anciano Panembahan Ratu a ser su aliado en su campaña para expulsar a los europeos de Java. Al hacerlo, Cirebon se convirtió en aliado de Mataram, y Cirebon quedó bajo la influencia de Mataram. Para su campaña contra Batavia, necesitaba apoyo y suministros en todo el norte de Java Occidental, y pidió a Cirebon y a los regentes de Java Occidental que lo apoyaran. Sin embargo, los menak (nobles) Priangan de Sondanés de Sumedang y Ciamis sospechaban que la campaña de Agung era en realidad una estrategia para ocupar sus tierras. Los nobles sundaneses lucharon contra Mataram, y Agung más tarde le pidió a Cirebon que sofocara la rebelión de Sumedang y Ciamis. En 1618 y 1619, tanto Sumedang como Ciamis fueron derrotados por Cirebon. Ambos cayeron bajo el dominio de Mataram, y en 1628-29 el sultán Agung de Mataram lanzó el fallido asedio de Batavia.
El reino del Sultanato de Cirebon en ese momento incluía Indramayu, Majalengka, Kuningan y la moderna Regencia de Cirebon. Aunque oficialmente Cirebon seguía siendo un estado independiente y soberano, en la práctica Cirebon estaba dentro de la esfera de influencia de Mataram. El gobierno de Mataram sobre la región antes mencionada expuso al pueblo sundanés a las culturas javanesas. Cuando Panembahan Ratu murió en 1649, fue sucedido por su nieto, Panembahan Girilaya.

### Declive

#### Panembahan Girilaya (1649-1677)
Tras la muerte de Panembahan Ratu en 1649, el trono fue sucedido por su nieto, el príncipe Karim o el príncipe Rasmi, ya que el padre de este último, el príncipe Seda ing Gayam (Panembahan Adiningkusuma), murió primero. El príncipe Rasmi asumió entonces el nombre de su difunto padre, Panembahan Adiningkusuma, también conocido como Panembahan Ratu II. Se le conoce póstumamente como Panembahan Girilaya.
Durante el reinado de Panembahan Adiningkusuma, el Sultanato de Cirebon quedó atrapado entre dos grandes potencias, el Sultanato de Banten en el oeste y el Sultanato de Mataram en el este. Banten sospechaba que Cirebon se había acercado más a Mataram, ya que Amangkurat I de Mataram era el suegro de Panembahan Adiningkusuma. Mataram, por otro lado, sospechaba que Cirebon no estaba consolidando sinceramente la alianza con su homólogo de Java Central, ya que Panembahan Adiningkusuma y el sultán Ageng Tirtayasa de Banten pertenecían al mismo linaje sundanés de Pajajaran.
Aunque Cirebon nunca había sido atacado por Mataram desde 1619, Cirebon prácticamente ha estado bajo la influencia de Mataram y actúa como vasallo. En 1650, Mataram pidió a Cirebon que instase a Banten a someterse al dominio de Mataram. Banten se negó y, en respuesta, Mataram instó a Cirebon a atacar a Banten. En 1650, Cirebon envió 60 barcos para atacar el puerto de Tanahara en Banten. Sin embargo, esta campaña naval terminó con la desastrosa derrota de Cirebon. En esa época, las relaciones de Cirebon con Mataram habían sido tensas. La tensión culminó con la ejecución de Panembahan Adiningkusuma en Plered, mientras que el príncipe Mertawijaya y el príncipe Kertawijaya fueron tomados como rehenes en Mataram.
Panembahan Adiningkusuma fue convocado a Plered en Mataram por su suegro, Susuhunan Amangkurat I de Mataram. Sin embargo, en su lugar fue ejecutado. De su matrimonio con la hija de Sunan Amangkurat I, Panembahan Adiningkusuma tuvo tres hijos: el príncipe Martawijaya, el príncipe Kertawijaya y el príncipe Wangsakerta. Fue sepultado en la colina Giriloyo cerca de Yogyakarta, cerca de la tumba real de los reyes Mataram en Imogiri, Regencia de Bantul.

#### Primera desintegración (1677)
Con la muerte de Panembahan Girilaya, Cirebon se quedó sin monarca. El príncipe Wangsakerta asumió la administración cotidiana, pero estaba preocupado por el destino de sus hermanos mayores retenidos como rehenes en la corte de Mataram. Debido a este incidente, la sucesión de Cirebon también fue tomada como rehén por Mataram y por su propio abuelo Amangkurat I. Wangsakerta fue a Banten para buscar la ayuda del sultán Ageng Tirtayasa para liberar a sus hermanos. El sultán era hijo del príncipe Abu Maali, que había muerto en la guerra de 1650 con Cirebon. Tirtayasa acordó ayudar a Cirebon y lo vio como una oportunidad para mejorar las relaciones diplomáticas entre Banten y Cirebon. Aprovechando el estallido de la rebelión de Trunojoya contra Mataram, el sultán Ageng Tirtayasa apoyó en secreto la revuelta y logró salvar a los dos príncipes de Cirebon.
Sin embargo, el sultán Ageng Tirtayasa vio la oportunidad de imponer la influencia de Banten sobre Cirebon. Coronó a los dos príncipes que salvó como sultanes, al príncipe Mertawijaya como sultán Kasepuhan y al príncipe Kertawijaya como sultán Kanoman. Al hacerlo, el sultán de Banten se desintegró y debilitó, mientras que el sultanato de Cirebon se fragmentó en varios estados pequeños. Por otro lado, el príncipe Wangsakerta, que había luchado durante 10 años, solo recibió un pequeño título y propiedades. Esta estrategia divisiva tenía como objetivo debilitar a Cirebon e impedir que Cirebon fuera aliado de Mataram y se convirtiera en una amenaza para Banten en el futuro.
La primera desintegración del linaje Cirebon tuvo lugar en 1677 cuando los tres hijos de Panembahan Girilaya heredaron el Sultanato de Cirebon. Los tres príncipes ascendieron a sus cargos como Sultán Sepuh, Sultán Anom y Panembahan Cirebon. El cambio del título de Panembahan a Sultán se debió a que el título fue otorgado por el Sultán Ageng Tirtayasa de Banten.
- El sultán Kasepuhan, príncipe Martawijaya, con título real oficial Sultán Sepuh Abil Makarimi Muhammad Samsudin (1677-1703) gobernó Keraton Kasepuhan
- El sultán Kanoman, príncipe Kartawijaya, con título real oficial Sultán Anom Abil Makarimi Muhammad Badrudin (1677-1723) gobernó Keraton Kanoman
- Panembahan Keprabonan Cirebon, Príncipe Wangsakerta, con título oficial Pangeran Abdul Kamil Muhammad Nasarudin o Panembahan Tohpati (1677-1713) gobernó Keraton Keprabonan

El sultán Ageng Tirtayasa entronizó a los dos príncipes más antiguos como sultanes, el sultán Sepuh y el sultán Anom, en Banten. Cada sultán gobernaba a sus propios súbditos y heredaba sus propias tierras. El sultán Sepuh gobernó el antiguo palacio de Pakungwati y lo amplió para convertirlo en Keraton Kasepuhan. El sultán Anom construye un nuevo palacio, Keraton Kanoman, situado a varios cientos de metros al norte del palacio Kasepuhan. El príncipe Wangsakerta, el más joven, no fue entronizado como sultán, pero siguió siendo Panembahan. No heredó tierras ni súbditos. En cambio, en su propiedad se estableció un kaprabonan (paguron), un tipo de escuela para educar a los intelectuales de Cirebon.
En la tradición de Cirebon desde 1677, cada uno de los tres linajes secundarios desciende de su propia línea de sultanes o gobernantes. Según la tradición real, el heredero debe ser el hijo mayor o, si no es posible, un nieto. En algunos casos, un familiar podría asumir el cargo por un breve período de tiempo.

#### Segunda desintegración (1807)
Durante más de un siglo, la sucesión de los linajes de Cirebon se llevó a cabo sin problemas importantes. Sin embargo, al final del reinado del sultán Anom IV (1798-1803), Keraton Kanoman enfrentó disputas de sucesión. Uno de los príncipes, Pangeran Raja Kanoman, exigió su parte del trono y separó el reino formando el suyo propio llamado Kesultanan Kacirebonan.
Pangeran Raja Kanoman recibió el apoyo de las Indias Orientales Neerlandesas mediante la emisión de un besluit (carta oficial) del Gobernador General de las Indias Orientales Neerlandesas que nombraba a Pangeran Raja Kanoman como Sultán Carbon Kacirebonan en 1807. Sin embargo, el sucesor de Kacirebonan no tenía derecho a utilizar el título "Sultán", y los gobernantes de Keraton Kacirebonan utilizaron el título "Pangeran" en su lugar. Desde entonces, Cirebon tuvo otro gobernante adicional, el gobernante de Keraton Kacirebonan, separado de Keraton Kanoman. El Sultanato de Cirebon se desintegró en cuatro linajes. Mientras tanto, el trono de Kanoman fue sucedido por el sultán Anom IV, también conocido como sultán Anom Abusoleh Imamuddin (1803-1811).

#### Era colonial
Desde 1619, la Compañía Neerlandesa de las Indias Orientales había establecido firmemente su base en Batavia y, desde el siglo XVIII, también estaba bajo su posesión la región montañosa interior de Priangan, cedida por Banten y Mataram. Después de la intervención holandesa en 1807, el gobierno holandés de las Indias Orientales se involucró más en los asuntos internos de los estados de Cirebon. Los cuatro queratones finalmente no tuvieron ningún poder político real y luego serían considerados un protectorado bajo el gobierno colonial de las Indias Orientales Holandesas.
En 1906 y 1926, todos los queratones de Cirebon finalmente perdieron su autoridad sobre su ciudad y sus tierras. La autoridad de los sultanatos fue disuelta oficialmente por el gobierno de las Indias Orientales Holandesas mediante el establecimiento de Gemeente Cheribon (municipio de Cirebon), que consta de 1.100 hectáreas y alrededor de 20.000 habitantes. En 1942, el área de la ciudad de Cirebon se amplió a 2.450 hectáreas. Los restos de los sultanatos de Cirebon (los kratones Kasepuhan, Kanoman, Keprabonan y Kacirebonan) ahora solo tenían un estatus ceremonial.
Después de la guerra de independencia y el establecimiento de la República de Indonesia, cada sultanato de Cirebon pasó a formar parte de la república. La autoridad real estaba en manos de bupatis (regente) y walikota (mayor) del resto de los sultanatos de Cirebon: ciudad y regencia de Cirebon, Indramayu, Majalengka y Kuningan. Todas las regencias pasan a formar parte de la provincia de Java Occidental . Al igual que en la era colonial de las Indias Orientales Holandesas, las casas reales (los kratons Kasepuhan, Kanoman, Keprabonan y Kacirebonan) solo tenían un estatus ceremonial como símbolo cultural local. Cada casa real todavía descendía de la familia real y entronizaba a sus propios reyes.
Después de la caída de Suharto y el advenimiento de la era reformista de la Indonesia democrática, existía la aspiración de formar una provincia de Cirebon, una nueva provincia separada de Java Occidental. El territorio de la nueva provincia propuesta corresponde al antiguo reino del Sultanato de Cirebon (Cirebon, Indramayu, Majalengka y Kuningan). La formación de la nueva provincia basada en el reino es similar a la de la Región Especial de Yogyakarta. Sin embargo, la idea sigue siendo una propuesta y aún no se ha llevado a cabo. Debido a la falta de financiación y mantenimiento, las cuatro queratones de Cirebon se encuentran en mal estado. En 2012, el gobierno planeó restaurar los cuatro keratons, o palacios, en Cirebon (los palacios Kasultanan Kasepuhan, Kanoman, Kacirebonan y Keprabonan) que para entonces todavía se encuentran en diversas etapas de ruina.

## Cultura
Durante sus primeros años de formación, el sultanato propagó activamente el Islam. Cirebon envió a sus ulamas para hacer proselitismo del Islam en el interior de Java Occidental. Junto con Banten, se les atribuye la islamización del pueblo sundanés en Java Occidental y en la costa de Java. Debido a que el Sultanato está ubicado en la frontera de los reinos culturales javanés y sundanés, el Sultanato de Cirebon demuestra ambos aspectos, reflejados en su arte, arquitectura e idioma. El Palacio del Sultanato de Pakungwati muestra la influencia de la arquitectura de mampostería de ladrillo rojo de Majapahit. Los estilos y títulos de sus funcionarios también están influenciados por la cultura cortesana javanesa Mataram.
Como ciudad portuaria, Cirebon atrae a colonos tanto de alrededor como del extranjero. La cultura Cirebon fue descrita como cultura Java Pasisiran (costera), similar a las de Banten, Batavia, Pekalongan y Semarang, con notables influencias y mezclas de chino, árabe-islámico y europeo. El batik de Cirebon tiene colores vivos con motivos y patrones que demuestran influencias chinas y locales. Se pueden ver influencias chinas en la cultura de Cirebon, más notablemente el patrón Cirebon batik Megamendung que se asemeja a las imágenes de nubes chinas.
Algunos de los símbolos reales del Sultanato de Cirebon describen su legado e influencias. El estandarte del Sultanato de Cirebon se llama "Macan Ali" (la pantera de Ali) con caligrafía árabe dispuesta para parecerse a una pantera o un tigre, describiendo tanto la influencia islámica como la influencia del estandarte del tigre del rey hindú Pajajaran Sundanese Siliwangi. El carruaje real de Singa Barong de Kasepuhan y Paksi Naga Liman de Kanoman se asemeja a la mezcla de tres animales; águila, elefante y dragón, para simbolizar el hinduismo indio, el islam árabe y las influencias chinas. Las imágenes de Macan Ali, Singa Barong y Paksi Naga Liman también suelen aparecer como patrones en el batik de Cirebon.
Los restos del Sultanato de Cirebon; Los queratones Kasepuhan, Kanoman, Kaprabonan y Kacirebonan ahora se administran como instituciones culturales para preservar la cultura de Cirebon. Cada uno de ellos todavía celebra sus ceremonias tradicionales y es patrocinador del arte de Cirebon. La danza de máscaras de Topeng Cirebon, inspirada en los ciclos javaneses Panji, es una de las danzas tradicionales de Cirebon notables y se conoce como danza indonesia. Aunque ya no ostenta un poder político real, el linaje real de Cirebon todavía es muy respetado y goza de gran prestigio entre la gente de Cirebon.

## Lista de sultanes
1. Príncipe Cakrabuana: 1447-1479, es considerado el fundador del Sultanato de Cirebon.
2. Sunan Gunungjati (Sultán Cirebon I): 1479-1568
3. Fatahillah : 1568-1570, murió el príncipe heredero, el cargo de jefe de gobierno lo ocupó Fatahillah.
4. Panembahan Ratu I (Sultán Cirebon II): 1570-1649
5. Panembahan Ratu II (Sultán Cirebon III): 1649-1677

En 1679, el Sultanato de Cirebon se dividió en dos reinos, Kasepuhan y Kanoman, debido a la lucha por el poder entre los hermanos.